# Соціальний порядок
Соціáльний пор́ядок — система, що включає індивідів, взаємозв'язки між ними, урегульовані соціальними нормами (право, мораль, релігія тощо), що сприяють поведінці людей, необхідній для успішного функціонування цієї системи.
Відповідно до теорії соціального натуралізму (О. М. Костенко), соціальний порядок — це стан узгодженості відносин між людьми (суспільних відносин) із законами соціальної природи, так чи інакше відображеними в нормах моралі, права, релігії та інших соціальних нормах. Соціальний порядок є основою нормального життя людей у суспільстві. Порушення соціального порядку (зокрема, аморальні і протиправні вчинки, злочини тощо) є посяганнями на нормальне життя людей у суспільстві, що є джерелом суспільних криз. Спроби створити соціальний порядок, що суперечить законам соціальної природи, є соціальним волюнтаризмом, що проявляється, зокрема, у вигляді побудови тоталітарного суспільства.